# Jacobus Erici
Jacobus Erici, död 10 december 1619 i Börstils socken, var en svensk professor, domprost och kyrkoherde.
Jacobus Erici var son till rådmannen i Stockholm Erik Jacobus. Han studerade först vid universitetet i Greifswald 1575–1576 och sedan vid universitet i Wittenberg där han år 1581 blev magister. När Johan III öppnade Stockholmskollegiet fick Jacobus Erici en tjänst där som läsemästare i grekiska – han själv ska ha kallat sig Graecae linguae, in Gymnasio Regio, Professor. Vid Uppsala möte var Jacobus Erici en av notarierna. 1593 återupprättades Uppsala universitet. Ericus Jacobi Skinnerus och Jacobus Erici utsågs till de första professorerna, Jacobus Erici blev decanus med professuren i teologi. 1599 kombinerades professuren med tjänsten som domprost i Uppsala, men 1605 degraderades han till kyrkoherde i Börstil.
1584 utgav han en grekisk version av Oratio Isocratis ad Demonicum de officiis, vilket ännu 1921 var det enda verk på grekiska som tryckts i Sverige. 1587 utgav han en almanacka.